# Bentley Brooklands (1992)
Der Bentley Brooklands ist eine Luxuslimousine des Fahrzeugherstellers Bentley Motors Limited, die in den Jahren 1992 bis 1997 als Brooklands und von 1996 bis 1998 als Brooklands R angeboten wurde. Der Wagen wurde größtenteils in Handarbeit im Stammwerk Crewe in England gefertigt. Sein Name ist angelehnt an die historische Rennstrecke Brooklands im britischen Weybridge. Mit der Namenswahl sollte an die Motorsporterfolge der Marke in den 1920er- und 1930er-Jahren erinnert werden. Durch eine stärkere Abgrenzung zum entsprechenden Rolls-Royce-Modell sollten die beim Vorgängermodell Mulsanne eingebrochenen Verkaufszahlen aufgefangen werden, was auch gelang.
Passend und ergänzend zur sportlicheren Ausrichtung wurden der Automatikwählhebel für das neue, elektronisch gesteuerte Viergang-Automatikgetriebe von der Lenksäule auf die Mittelkonsole verlegt sowie ein elektronisch gesteuertes Stoßdämpfersystem mit hydropneumatischer Hinterachs-Niveauregulierung, eine Klimaautomatik und elektronisch kontrollierte Instrumente integriert. Um trotz gesteigerter Leistung des Brooklands R eine ausreichende Traktion zu bieten, wurde ein Visco-Sperrdifferential eingesetzt.

## Produktionszahlen
| Modell                           | Stückzahl |
| Brooklands                       | 1208      |
| Brooklands mit langem Radstand   | 172       |
| Brooklands R                     | 221       |
| Brooklands R mit langem Radstand | 18        |
| Brooklands R Mulliner            | 100       |

## Technische Daten
| Bentley                                     | Brooklands               | Brooklands R             |
| ------------------------------------------- | ------------------------ | ------------------------ |
| Motorart                                    | Ottomotor                | Ottomotor                |
| Motorbauart und Zylinderanzahl              | V8                       | V8                       |
| Motoraufladung                              | –                        | Turbolader               |
| Hubraum                                     | 6750 cm³                 | 6750 cm³                 |
| max. Leistung                               | 180 kW (245 PS)          | 224 kW (305 PS)          |
| max. Drehmoment                             | nicht bekannt            | 553 Nm                   |
| Getriebe                                    | 4-Gang-Automatikgetriebe | 4-Gang-Automatikgetriebe |
| Höchstgeschwindigkeit                       | 209 km/h                 | 214 km/h                 |
| Beschleunigung, 0–100 km/h                  | 9,8 s                    | 8,0 s                    |
| Kraftstoffverbrauch auf 100 km (kombiniert) | ca. 19,5 l Super         | ca. 19,5 l Super         |
| CO2-Emission (kombiniert)                   | 465 g/km                 | 465 g/km                 |